# ژووچیتسه
ژووچیتسه (به لهستانی:  Żywocice) یک روستا در لهستان است که در گمینا کراپکوویتسه واقع شده‌است. ژووچیتسه ۱٬۳۰۰ نفر جمعیت دارد.